# Hjalmar Nyström
Hjalmar Nyström   (Hèlsinki, 28 de març de 1904 - Hèlsinki, 6 de desembre de 1960) va ser un lluitador finlandès, que combinà la lluita grecoromana i la lluita lliure, que va competir durant les dècades de 1920 i 1930.
El 1924 va prendre part en els Jocs Olímpics de París, on fou desè en la categoria del pes pesant del programa de lluita lliure. Quatre anys més tard, als Jocs d'Amsterdam, guanyà la medalla de plata en la categoria del pes pesant del programa de lluita grecoromana. La seva tercera i darrera participació en uns Jocs fou el 1936, a Berlín, on disputà dues proves del programa de lluita. Guanyà la medalla de bronze en la categoria del pes pesant de lluita lliure, i fou cinquè en la del pes pesant de lluita grecoromana.
En el seu palmarès també destaquen quatre medalles al Campionat d'Europa de lluita, tres de plata i una de bronze; i deu campionats nacionals.